# Parnès
Ne pas confondre avec le mont Parnasse, situé cent kilomètres plus à l'ouest, en Béotie.
Le Parnès (en grec ancien Πάρνης / Párnês ; en grec moderne Η Πάρνηθα / I Párnitha) est un massif de montagnes du nord de la région grecque de l'Attique dont le sommet principal se situe à une quarantaine de kilomètres au nord du centre d'Athènes.

## Géographie
Bordé au sud par le massif de l'Ægialée et au sud-est par le Pentélique, le Parnès compte plusieurs sommets dont les principaux sont la Karávola (1 413 mètres, le plus haut de la péninsule attique), le mont Ornio (1 350 mètres), le mont Area (1 160 mètres), le mont Avgho (1 150 mètres) et le mont Xerovouni (1 120 mètres).
Les cultures et zones rurales se concentrant principalement dans les parties situées à une altitude inférieure à 300 mètres, le Parnès n'est parcouru que par quelques routes seulement. L'une d'elles, montant haut et faisant le tour du sommet le plus élevé, dessert le monastère de la Sainte-Trinité (Hagia Triada). La montagne est d'autre part équipée de nombreux sentiers qui permettent les randonnées dans le parc ainsi que d'un téléphérique sur son versant Sud qui donne accès à l'hôtel casino Mont Parnes Casino Resort, bâti au milieu des années 1960 et le plus ancien de Grèce. Un axe majeur, l'E75, contourne le Parnès par l'est pour aboutir à Athènes.
L'aqueduc d'Hadrien qui alimente en eau Athènes débute dans les montagnes,.

## Histoire

### Antiquité
Pendant l'Antiquité, le Parnès forme un pan de la frontière entre l'Attique et la Béotie. Couvert de forêts, il est alors un territoire de chasse au sanglier et à l'ours. Des vignes réputées couvrent ses coteaux. Selon Pausanias, un autel consacré à Zeus Semaleos (« donneur de présages ») se trouve à son sommet, ainsi qu'une statue de Zeus Parnêthios (« du Parnès »). Théophraste, dans Des signes du temps (en grec ancien Περί σημείων), premier ouvrage de prévisions météorologiques en Europe, explique que l'un des signes de tempête est le mont Parnès sous les nuages avec un vent du nord. Les dèmes d'Acharnes et de Décélie sont situés au pied du mont Parnès.

### Incendie de 2007

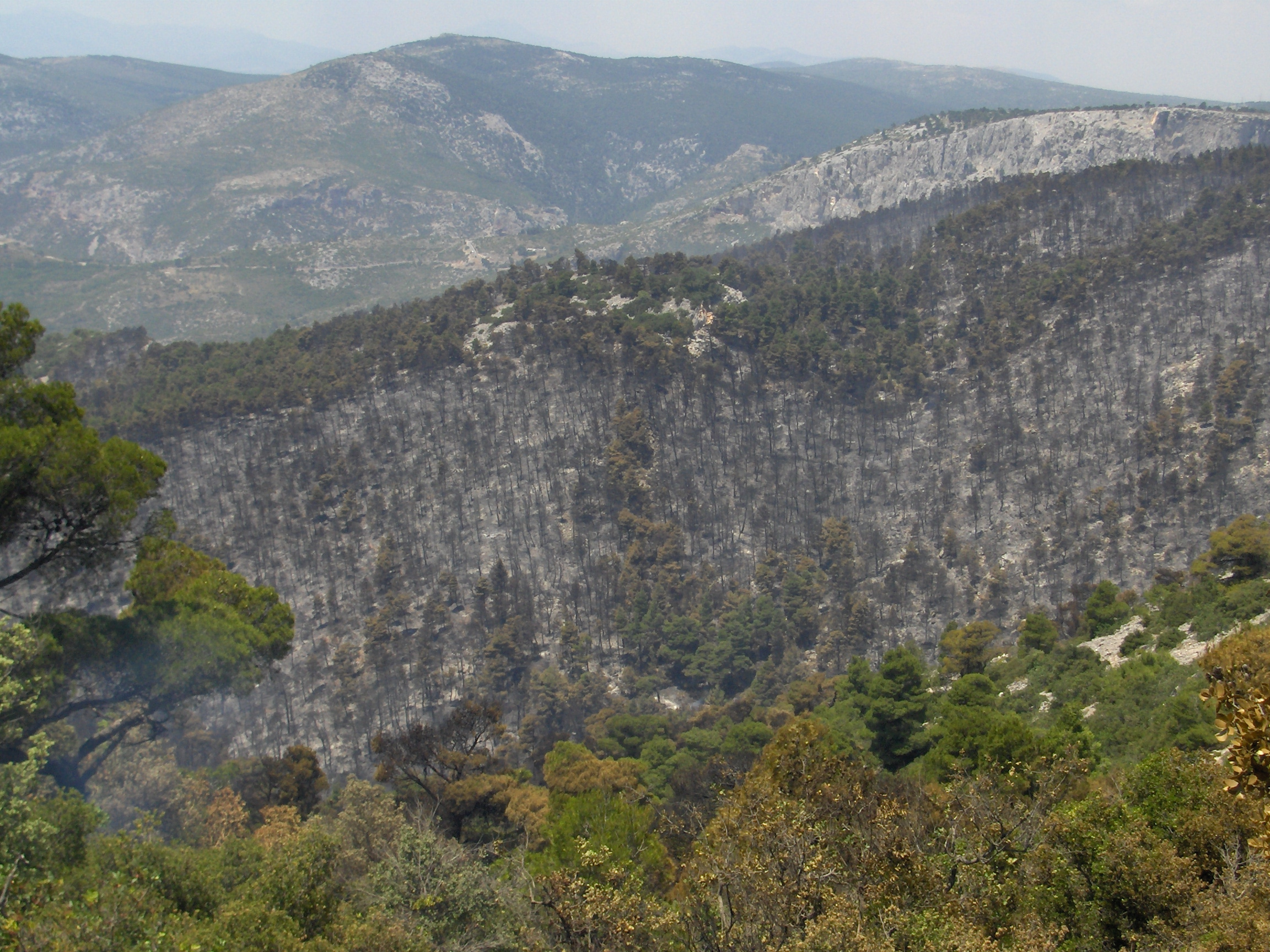
Dégâts de l'incendie du Parnès.

Un important incendie a ravagé la forêt du Parnès à partir du 28 juin 2007. Les flammes, visibles depuis Athènes, ont détruit 80 % de la zone. La perte est grave tant pour l'écosystème que pour le rôle de poumon vert que jouait ce territoire boisé aux portes d'une capitale bétonnée et polluée. Le ministre de l'Ordre public a suggéré des pistes criminelles.

## Parc national
Depuis 1961, la majeure partie du massif fait partie du parc national du Parnes (en grec : Εθνικός δρυμός Πάρνηθας, Ethnikós drumós Párnithas). Il s'étend sur 3 816 hectares de superficie. La montagne est largement recouverte de forêts, principalement de sapins de Céphalonie, mais aussi de pins d'Alep et de chênes (verts et kermès) jusqu'à une altitude de 800 mètres. La flore du parc se compose en outre de plus de 1 000 autres espèces de plantes (crocus, tulipe, lys, etc.). Le Parnès héberge aussi de nombreuses espèces d'oiseaux et est le seul lieu de Grèce où l'on rencontre le cerf élaphe.